# Villa Dorothee
Die Villa Dorothee liegt in der Oberen Bergstraße 20 im Stadtteil Niederlößnitz der sächsischen Stadt Radebeul. Sie wurde 1872/1876 möglicherweise durch den Architekten Adolf Neumann entworfen. Die innerhalb des  Denkmalschutzgebiets Historische Weinberglandschaft Radebeul liegende Villa stand bereits zu DDR-Zeiten seit mindestens 1979 unter Denkmalschutz.

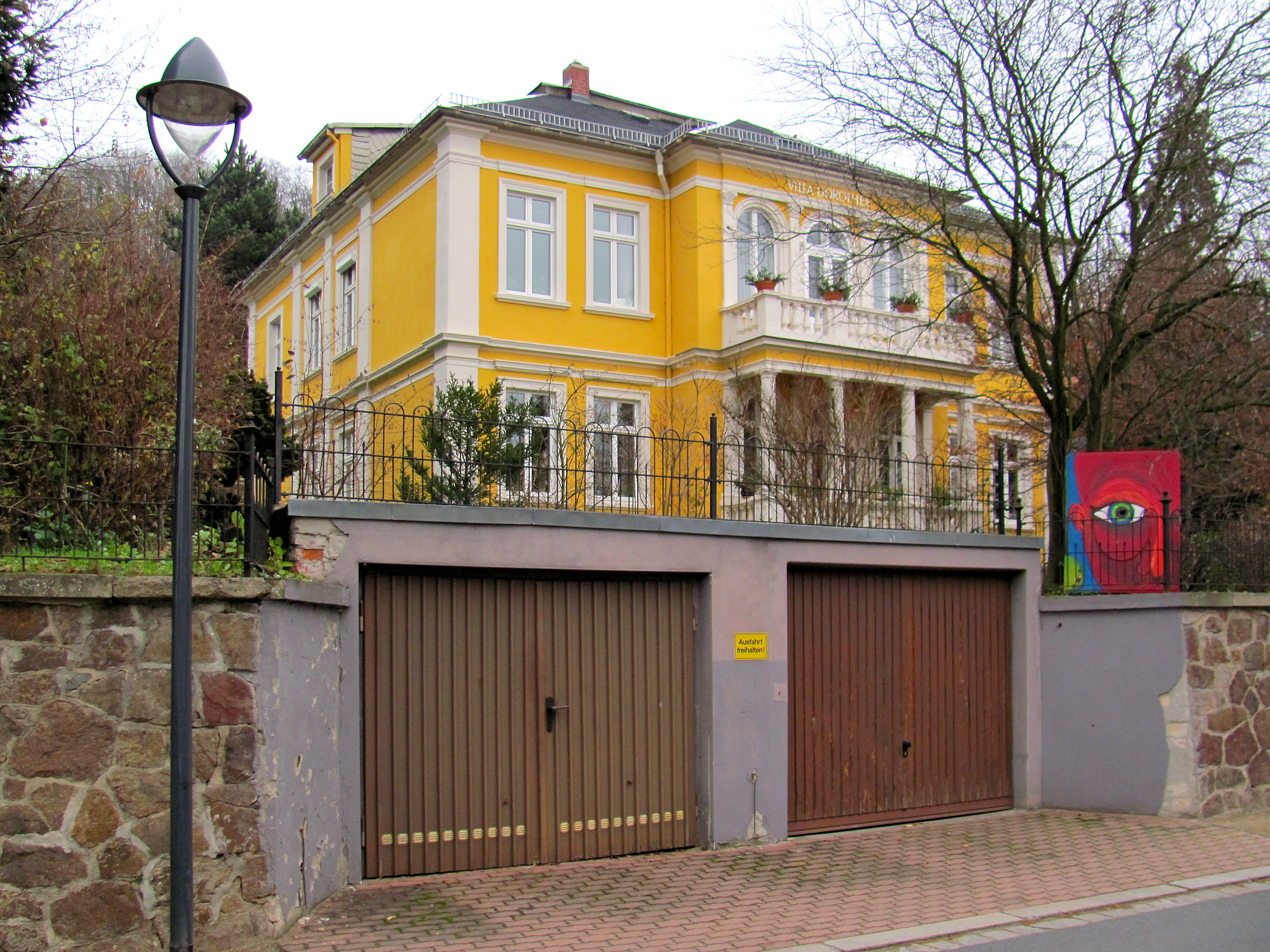
Villa Dorothee; nach links geht die Stützmauer direkt weiter in diejenige des Wohnhauses Finstere Gasse 2

## Beschreibung
Die mit Stützmauer und Pforte unter Denkmalschutz stehende Villa erhebt sich nördlich der Oberen Bergstraße am Fuß der Niederlößnitzer Weinberge. Das stark abfallende Grundstück wird durch eine hohe Einfriedungsmauer aus Syenit-Polygonalmauerwerk mit Sandsteinabdeckung abgefangen. In der Mauer befindet sich ein zweiflügeliges, schmiedeeisernes Tor als Zugang.
Das zweigeschossige Wohnhaus wird, ebenso wie Haus Herbig, Haus Gotendorf oder Karl Mays Villa Shatterhand, als italianisierende Renaissance stilisiert. Es hat symmetrische Fassadenaufrisse in einer Breite von sieben Fensterachsen in der Straßenansicht beziehungsweise zwei Fensterachsen in der Nebenansicht. Oben auf dem Bau sitzt ein flaches, abgeplattetes und ehemals schiefergedecktes Walmdach.
In der Straßenansicht steht ein dreiachsiger Mittelrisalit mit Pilastergliederung um die dortigen Rundbogenfenster. Oberhalb dieser ist in  „großen, in vereinfachter Antiqua ausgeführten Buchstaben“ der Hausname VILLA DOROTHEE angebracht. Vor dem Risalit befindet sich auf einer Terrasse ein von Säulen gestützter, eingeschossiger Altan mit Balustrade. Von der Terrasse führt eine Freitreppe in den Garten.
Auf der nach Norden zeigenden Gebäuderückseite steht ein einachsiger Treppenhausrisalit mit einer Rundbogentür als Hauseingang.
Der leicht reduzierte, verputzte Bau wird durch Gesimse, Eckpilaster und Stuckdekor gegliedert und verziert, die Fenster werden durch Sandsteingewände eingefasst, die teilweise durch Verdachungen bekrönt werden.

## Geschichte

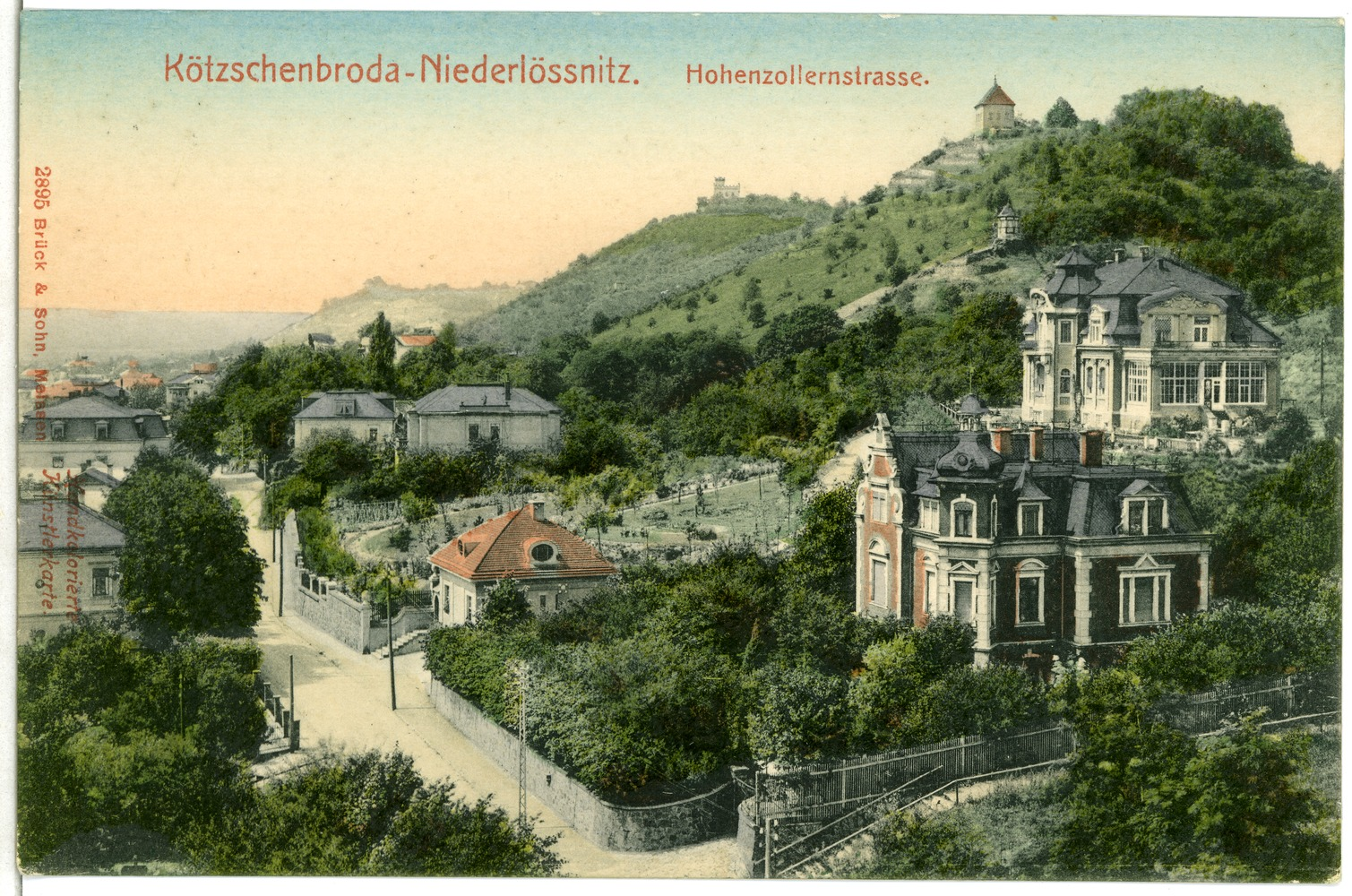
Hohenzollernstraße, 1908
re.: Villa Albert Kuntze, Bildmitte: deren Pförtnerhaus, re. unten das Rote Haus. Über dem Pförtnerhaus: Villa Dorothee, links daneben Finstere Gasse 2

Die beiden benachbarten Anwesen, die Villa Dorothee sowie das westlich davon stehende Wohnhaus in der Finsteren Gasse 2, liegen am Fuß eines historischen Weinbergs, der den Namen „zum schönen Knecht“ trug. Dieser Name geht möglicherweise auf eine in früher Zeit lebende Familie Schoneknecht zurück.
Bis 1573 in bischöflichem Besitz, wurde der Weinberg dann laut einem Kaufbrief dem Landesrentmeister Barthel Lauterbach übereignet. Der Lehnbrief für das Weingut erging 1583 durch den Kurfürsten August. Im Jahr 1622 führte einer seiner Nachfolger, Johann Georg I., die Erbverwandlung durch und übertrug die Gerichtsbarkeit über das Gut auf das Amt Mügeln (im Stiftsamt Wurzen, Leipziger Kreis). Zu jener Zeit gehörten zwei Ritterpferde zum Besitz, woraus geschlossen wird, dass bereits Gebäude auf dem Anwesen standen. Näheres zu Bauten ist jedoch erst mit dem Jahr 1776 vermerkt, als der kursächsische Hauptmann Karl Otto Gleichmann seinen Besitz in der Finsteren Gasse mitsamt Wohn- und Winzerhaus, Schuppen, Weinpresse und zwei Brunnen verkaufte.
Im Jahr 1872 war der Weinberg geteilt: Unten an der Bergstraße waren nebeneinander zwei Hausgrundstücke abgeteilt, der Weinberg selbst darüber erstreckte sich bis fast an die Gebäudekante des ehemaligen Weinguts Finstere Gasse 4.
Der Bauunternehmer Jacob Traugott Petzold beantragte am 30. Dezember 1872 den Bau dieses Wohnhauses, dessen Entwurf von dem 20-jährigen Architekten Adolf Neumann stammte. Die Baugenehmigung erfolgte im November 1873, die Ingebrauchnahmegenehmigung ist vom März 1876. Ob die Bauausführung durch den Dresdner Architekten und Baugewerkeinhaber Karl Dix erfolgte, ist fraglich, die Entwurfsverantwortung und Bauleitung könnte auch beim Architekten Karl Vey gelegen haben.
„1974, also hundert Jahre nach Errichtung der bis dahin namenlosen Mietvilla, verewigte der heutige Eigentümer hier den schönen Vornamen seiner Tochter.“ Dem widerspricht die Darstellung, dass die Villa ihren Namen von der Tochter der Familie Friedrich erhielt, „damals [also 1873] Eigentümer des neu entstandenen Grundstückes.“